# ريتشارد برايس (شاعر)
ريتشارد برايس (بالإنجليزية: Richard Price)‏ هو مترجم وشاعر بريطاني، ولد في 1966 في Renfrewshire ‏ في المملكة المتحدة.